# Шегрт
Шегрт је био назив и статус детета које је код неког мајстора изучавало занат. 
Реч потиче од турске речи sakirt и персијске речи sagrid и у основном значењу значи трговачки или занатски ученик.
Обично би родитељ довео дете код мајстора у занатску радњу и ту би био договор да га мајстор учи занату.  За услуге смештаја у породици мајстора и учење заната шегрт је морао да ради све што му укућани нареде па и најтеже послове. Пракса је била да се нарочито на почетку учења заната веома мало се учи сам занат а раде сви могући други послови у кући и око куће.Генерално мајстори су били строги и правични. 
Касније су се појавиле и шегртске школе и интернати (после Првог светског рата), тако да се поред самог заната учили и други предмети. Данас школовање ученика у привреди, као се данас зове шегрт, траје, три године по завршетку основне школе. Раније по завршетку шегртовања шегрти су постајали калфе а данас добију по завршеном школовању титулу квалификованог радника. 